# فرانک پورسل
فرانک پورسل (فرانسوی: Franck Pourcel‎؛ زادهٔ ۱۴ اوت ۱۹۱۳ - درگذشتهٔ ۱۲ نوامبر ۲۰۰۰) موسیقی‌دان، رهبر ارکستر و آهنگساز اهل فرانسه بود.
او دانش‌آموختهٔ هنرستان موسیقی مارسی و پاریس بود و تا مدتی به‌عنوان نوازندهٔ ویولن مشغول به فعالیت بود.
در سال ۱۹۷۵ میلادی، او به تقاضای ایر فرانس، آهنگی اختصاصی برای هواپیمای مسافربری مافوق صوت کنکورد ساخت.
فرانک پورسل بیش از ۲۵۰ آلبوم موسیقی و ۳۰۰۰ آهنگ ساخته‌است و رهبر ارکستر برخی از مشهورترین ارکسترهای جهان بوده‌است که از آن میان می‌توان به «ارکستر سمفونی لندن»، «ارکستر بی‌بی‌سی» و «ارکستر لامورو» اشاره کرد. او همچنین بابت آثارش، برندهٔ جوایز گوناگونی در سرتاسر جهان شده‌است.
فرانک پورسل با هنری پرسل (به انگلیسی: Henry Purcell) (۱۶۵۹–۱۶۹۵)، آهنگ‌ساز بزرگ دورهٔ باروک، نسبت ندارد.